# Germán Pezzella
Germán Alejo Pezzella (Bahía Blanca, 1991. június 27. –) argentin válogatott labdarúgó, a Real Betis játékosa.

## Pályafutása

### Klubcsapatokban
A Kilómetro Cinco, a Juventud Unida, az Olimpo  és a River Plate korosztályos csapataiban nevelkedett. 2011. december 7-én debütált a kupában a Defensores de Belgrano ellen kezdőként. 2012. március 2-án a bajnokságban is bemutatkozott a Quilmes elleni 0–0-s döntetlennel végződő mérkőzésen. Szeptember 2-án megszerezte első gólját a Club Atlético Colón ellen.
2015. július 10-én a spanyol Real Betis öt évre szerződtette. Augusztus 23-án debütált a Villarreal ellen. A 2017–18-as szezont kölcsönben az olasz Fiorentinánál töltötte, majd szerződtették. A következő szezonban csapatkapitánynak nevezték ki. 2020. március 14-én pozitív lett a koronavírus tesztje. Április 5-én már negatív volt a tesztje.
2021. augusztus 19-én visszatért a Real Betishez, négy évre írt alá.

### A válogatottban
2009-ben részt vett a 37. Touloni Ifjúsági Tornán, 2011-ben a Dél-amerikai U20-as labdarúgó-bajnokságon, a U20-as labdarúgó-világbajnokságon és a Pánamerikai játékokon. 2018-ban bekerült a labdarúgó-világbajnokságra készülő 35 fős keretbe, de a szűkítés során kikerült. A 2019-es és a 2021-es Copa Américán is pályára lépett. 2022 novemberében a 2022-es labdarúgó-világbajnokságra utazó keret tagja lett.

## Sikerei, díjai

### Klub
- River Plate
  - Argentin bajnok: 2013–14
  - Copa Campeonato: 2013–14
  - Argentin másodosztály bajnok: 2011–2012
  - Copa Libertadores: 2015
  - Recopa Sudamericana: 2014
  - Recopa Sudamericana : 2015
- Real Betis
  - Spanyol kupa: 2021–22

### Válogatott
- Argentína
  - Copa América: 2021
  - Interkontinentális Szuperkupa: 2022
  - Világbajnokság: 2022